# Alajeró
Alajeró er en by og kommune i det sydvestlige Spanien på øen La Gomera i provinsen Santa Cruz de Tenerife, De Kanariske Øer. Den har et indbyggertal på 2.071 (2024) indbyggere.
Beliggenheden mod syd, 800 meter over havets overflade gør at Alajeró er omgivet af tørre og græsbakker og regnskove. I vintermånederne kommer tågen ofte ind fra havet. Feriestedet Playa Santiago og øens lille lufthavn ligger begge i kommunen.

## Historie
Kommunen befinder sig i en del af det historiske område Hipalán og Orone.
Grundlæggelsen af landsbyen Playa Santiago kan tilbageføres til fiskerne, som bosatte der på grund af fangstmulighederne. Senere oprettede de fiskekonservesfabrikker og skibsværft.

## Økonomi
Om vinteren ligger kommunen ofte i tågeskyer. Det gjorde at indbyggerne i forbindelse med den første regn i november såede korn og oliefrø, som så blev høstet i maj. Senere blev dyrkningen af markerne opgivet. Siden landbrugskriserne i 1960erne og 1970ener flyttede folk ind til byerne, så de små landsbyer blev delvis forladt og dermed mange brakmarker. Også fiskefabrikken i Playa Santiago måtte lukke.
I nutiden bringer turismen og den i 1999 åbnede indenrigslufthavn nye indkomstmuligheder for kommunenens indbyggere.

## Seværdigheder
- Kirken Iglesia San Salvador del Mundo fra 1512 med en Kristusstatue af træ fra samme tid og et billedhuggerarbejde fra det 17. århundrede.
- Ermita San Isidro er en stensætning på toppen af det 807 meter høje Roque Calvario med udsigt over La Gomeras sydkyst. Stensætningen mined om at ne har været på stedet.
- Ovenfor Alajeró står den lille Ermita del Buen Paso. I midten af september, på navnedagen for skytshelgenen, findet øens største Pilgrimsfærd sted.
- Øens eneste vildtvoksende Dracænatræ (Drago de Agalán) træ befinder sig i en sidedal. (følg skiltene til en velholdt sti)

## Galleri
- Havnen i Playa de Santiago
- Playa de Santiago
- Playa de Santiago
- Playa de Santiago